# Watch Dogs
Watch Dogs (stilirano i kao WATCH_DOGS) je akciono-avanturistička igra razvijena od strane Ubisoft Montreala, a izdata od strane Ubisofta. Priča je smeštena u fiktivnoj verziji Čikaga. Glavni lik je haker Ejden Pirs koji želi da se osveti jer za ubistvo njegove sestričine. Igra se igra iz trećeg lica, a svet možemo da obilazimo peške ili kolima. Onlajn mod dozvoljava najviše osam igrača da igraju zajedno u kooperativnom ili kompetativnom stilu igre.
Ova igra je počela sa razvijanjem 2009. godine i pravila se narednih pet godina. Zadaci su bili raspoređeni u više Ubisoftovih studija, a više od hiljadu ljudi je radilo na ovom projektu.  Razvijači su posetili Čikago gde su istraživali teren i okruženje. Koristili su regionalni jezik za autentičnost. Karakteristike hakovanja stvorene su u saradnji sa kompanijom za sajber bezbednost Kasperski, a sistem za kontrolu u igri je zasnovan na SCADA sistemu. Muziku je komponovao Brajan Rajtcel koji je povezan sa bendom Krautrok.
Nakon najave u junu 2012. godine, igrica se nestrpljivo iščekivala. Objavljena je u maju 2014. godine za Microsoft Windows, , , Xbox 360, Xbox One i Wii U. Igra je dobila veliki broj pozitivnih komentara, pohvale su bile usmerene na igranje, misije, dizajn otvorenog sveta, sistem borba, elemente hakovanja, i raznolikost misija. Negativne kritike su bile u vezi odstupanja grafike između marketinga i stvarne igre, priča i protagonista nisu bili zanimljivi. Watch Dogs je bio komercijalni uspeh. Oborio je rekord za najprodavaniju Ubisoftovu igricu u jednom danu. Igra je prodata u više od 10 miliona kopija. Njen nastavak, Watch Dogs 2, je izdat u novembru 2016. godine, a treća igra pod imenom Watch Dogs: Legion je izdata 2020.godine.

## Spoljašnje veze
- Zvanični sajt Архивирано на веб-сајту  (23. мај 2020)